# Clionaídeos
Clionaídeos (Clionaidae) é uma família de esponjas marinhas da ordem Hadromerida. 

## Gêneros
- Cervicornia Rützler e Hooper, 2000
- Cliona Grant, 1826
- Clionaopsis Rützler, 2002
- Cliothosa Topsent, 1905
- Pione Gray, 1867
- Poterion Schlegel, 1858
- Spheciospongia Marshall, 1892
- Thoosa Hancock, 1849
- Volzia Rosell e Uriz, 1997